# Vingummi

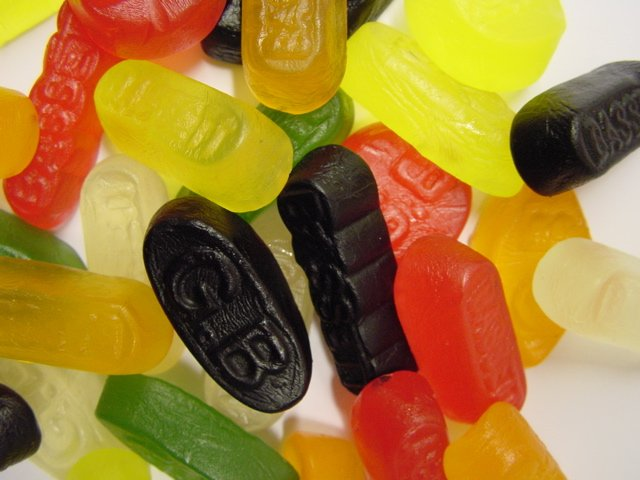
Hög med vingummin tillverkade av Bassett's.

Vingummin är ett fast gelégodis som brukar säljas i blandade färger. De är ofta tillverkade av gelatin, blandat med sötningsmedel och färgämnen. Namnet till trots innehåller vingummin inget vin.
Enligt Cadbury Schweppes är röd och svart de vanligaste färgerna. De är mycket populära i Storbritannien och Irland, men också i andra länder i samväldet som Nya Zeeland, Sydafrika och Kanada, samt i norra och mellersta Europa. Kända producenter av vingummi är bland annat varumärkena Bassett's och Marks & Spencer.

## Historia
Vingummin uppfanns 1909 i London av Charles Gordon Maynard, vars far Charles Riley Maynard drev en godisbutik. När Riley fick höra talas om dessa "vingummin" avskedade han nästan sin son - han var övertygad metodist och absolutist. Charles Gordon lyckades emellertid övertyga sin far om att godiset inte innehöll något vin.

### Etymologi
Ordet "vingummi", efter engelskans "wine gum", är belagt i svenskan från 1968. Ursprunget till "vin" i namnet är oklart.